# Jiří Bílek (překladatel)
Jiří Bílek (* 1973) je český překladatel a buddhistický mnich.

## Život
Vyučil se zámečníkem pro Tatru Kopřivnice. Od dětství se věnoval hudbě, na sklonku osmdesátých a začátkem devadesátých let byl také vyznavačem trampingu. Po absolvování základní vojenské služby se nějakou dobu potuloval autostopem po mnoha zemích Evropy, později se usadil a začal se intenzivně zabývat hudbou. Stal se kytaristou kapely Lampa Jazz quartet, se kterou ve druhé polovině devadesátých let koncertoval na moravské, později také polské klubové scéně. Brzy začal skupině dodávat vlastní kompozice, které se staly páteří jejího repertoáru. Jeho skladby ve svém rozhlasovém pořadu vysoce ocenil i Lubomír Dorůžka. V té době se živil jako učitel hry na kytaru a na klavír na První soukromé základní umělecké škole Mis music v Kopřivnici. Sílící zájem o nauky buddhismu způsobil, že zanechal hraní a učení a rozhodl se naplno věnovat studiu dharmy.
Od roku 2001 působil jako tlumočník z angličtiny. Počátkem roku 2003 se odstěhoval do kláštera Tashi Rabten, Letzehof, poblíž města Feldkirch na západě Rakouska ve Vorarlbersku, protože se chtěl věnovat autentickým studiím, a Letzehof viděl nejen jako jedno z buddhistických center na Západě, ale zároveň jako buddhistickou viháru se všemi náležitostmi. Zde se nejprve pustil do intenzivního studia tibetštiny. Již v následujícím roce byl schopen tlumočit mnohahodinové semináře tibetských učitelů z tibetštiny do češtiny a do angličtiny. Díky tomu se stal nepostradatelným průvodcem a pomocníkem tibetských mistrů a učenců, zejména těch, kteří již dosáhli vysokého věku a mluvili nebo mluví pouze tibetsky.[zdroj⁠?!]
Dne 31. března roku 2004 obdržel ve svém domovském klášteře vysvěcení šrámanéry (samanera), přesně v souladu s pravidly Vinaji. Jeho Upadhyaya – mistr předávající vysvěcení – byl Kjabdže  Lati Rinpočhe z kláštera Ganden Shartse. Ten mu dal mnišské jméno Čangčhub Čhösang. 8. prosince 2005 pak ve švýcarském klášteře Rabten Choeling v Mont Pèlerin obdržel plné vysvěcení jako bhikšu (bhikkhu), zavazující člověka k dodržování 253 slibů, od Kjabdže Dagom Rinpočhe z kláštera Drepung. Několik měsíců po svém příchodu do kláštera započal studium spisů, výhradně v tibetštině a podle tradičních metod, jež začínají intenzivním výcvikem v logice a filosofických disputacích. Jeho učitelem byl a stále je Geše Tsultrim Tenzin z kláštera Ganden Jangtse. Vyslechl však také mnohá učení od řady dalších učitelů, mezi nimiž má pro něj nejpřednější místo opat kláštera, Kjabdže Gonsar Rinpočhe. Pokračuje ve svém vzdělávání a cvičení a zároveň již mnoho let vyučuje studenty s vážným zájmem o tibetský jazyk a učení dharmy. Mezi jeho žáky se vystřídalo množství lidí z mnoha evropských zemí, ale také např. ze Šrí Lanky a Vietnamu. Překládá z tibetštiny a angličtiny.
Z jeho překladů, stejně jako z doslovů a vysvětlivek, kterými své překlady doprovází, lze vyčíst zaujetí tibetštinou a tibetsky psanou literaturou (o níž soudí, že je světovým kulturním dědictvím, obsahujícím díla, která patří k samým vrcholům světové literatury), ale právě tak se v nich projevuje i vřelý vztah k českému jazyku a české literatuře, zvláště poezii (je to znát i na volbě překládaného materiálu – dobrá polovina děl přeložených z tibetštiny jsou rozsáhlé básnické skladby). Razí názor, že buddhistickou literaturu je zapotřebí překládat primárně z původních jazyků, navíc pokud možno lidmi, kteří se těmito jazyky a také naukami jako takovými dlouhodobě a do hloubky zabývají, a že není záhodno spoléhat se příliš důvěřivě na anglické a jiné překlady. Často názorně dokládá, jak mnohé zavedené a všeobecně užívané termíny a koncepty, většinou přejaté z anglických překladů a interpretací, částečně nebo vůbec neodpovídají smyslu, jaký tato slova a pojmy mají v původních jazycích.

## Dílo

### Překlady
- Geše Rabten: Pokladnice Dharmy (2016) ISBN 978-2-88925-060-8
- Losang Čökji Gjelcen: Snadná cesta (2016) ISBN 978-2-88925-063-9
- Jongdzin Ješe Gjelcen: Zkrocení tří jedů (2017) ISBN 978-2-88925-062-2
- Gjelse Thokme Sangpo: Třicet sedm rukoubraní Džinaputrů (2019) ISBN 978-2-88925-065-3
- Geše Rabten: Meditace pro život (2019) ISBN 978-2-88925-063-9
- Geše Rabten: Mysl a její funkce (2019) ISBN 978-2-88925-064-6
- Dže Congkhapa Losang Trakpa: Veliká chvála Maitréji nazvaná Brahmův diadém (2019)
- Dže Congkhapa Losang Trakpa: Tři principy cesty
- Dže Congkhapa Losang Trakpa: Vidci tří časů (Chvála Buddhy Šákjamuniho)
- Buddha Šákjamuni: Triskandhasútra
- Atiša Dípamkarašríjňána: Růženec klenotů bódhisattvy